# Syriatel
Syriatel (en árabe: سيريتل‎) es un proveedor de red móvil en Siria. Es uno de los dos únicos proveedores en Siria, el otro es MTN Siria. Ofrece 4G con velocidades de 150 MB/s, bajo la marca Super Surf.

## Historia
Syriatel fue fundada en 2000, con sede en Damasco, Siria. En 2017, Syriatel introdujo velocidades 4G que ofrecen velocidades de 150 MB/s en Super Surf.

## Tecnologías
Syriatel opera una red de redes celulares GSM 900/1800 y 3G 2100 y 4G 1800.